# Бернард Проворный
Бернард Проворный (пол. Bernard Zwinny, 1253/1257 — 25 апреля 1286) — князь яворский (1278—1281) и львувецкий (с 1281).
Бернард был младшим сыном легницкого князя Болеслава II Рогатки и Хедвиг Ангальтской. Бернард активно поддерживал политику своего отца Болеслава II и братьев, Генриха V Брюхатого и Болеслава I Сурового – в 1277 году вместе с отцом и старшим братом Генрихом участвовал в победоносной битве битве под Столецем.

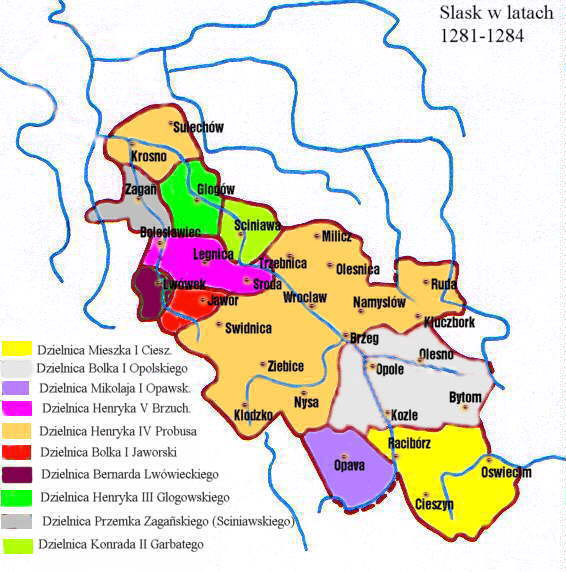
Силезия в 1281—1284 годах. Львувекское княжество закрашено бордовым цветом

После смерти отца в 1278 году Генрих V выделил своим младшим братьям Бернарду и Болеславу Явор и Львувек в качестве соправителей. Спустя три года, в 1281 году, братья решили разделить свои владения: Болеслав взял себе Явор, а Бернарду достался Львувек. Мало что известно об этом периоде жизни Бернарда, и единственным достоверным фактом было (согласно хроникам), что он поддерживал  и защищал рыцарей, что было обычной практикой среди средневековых князей. Это также, возможно, оправдывало прозвище "Zwinny" (проворный, ловкий), данное ему современниками. Он также покровительствовал силезскому монастырю ордена госпитальеров.
Бернард скончался в 1286 году, холостым и бездетным, и был похоронен в доминиканском монастыре в Легнице. Его земли после его смерти унаследовал брат Болеслав.